# Jacuzzi
Jacuzzi este o companie americană care este unul dintre cei mai mari producători din lume de căzi cu hidromasaj.
Compania a înregistrat în 2008 o cifră de afaceri de 1,2 miliarde euro la nivel mondial.